# CCL14
CCL14 (англ. C-C motif chemokine ligand 14) – білок, який кодується однойменним геном, розташованим у людей на довгому плечі 17-ї хромосоми. Довжина поліпептидного ланцюга білка становить 93 амінокислот, а молекулярна маса — 10 678.
| 10         |  | 20         |  | 30         |  | 40         |  | 50         |
| ---------- |  | ---------- |  | ---------- |  | ---------- |  | ---------- |
| MKISVAAIPF |  | FLLITIALGT |  | KTESSSRGPY |  | HPSECCFTYT |  | TYKIPRQRIM |
| DYYETNSQCS |  | KPGIVFITKR |  | GHSVCTNPSD |  | KWVQDYIKDM |  | KEN        |

A: Аланін

C: Цистеїн

D: Аспарагінова кислота

E: Глутамінова кислота

F: Фенілаланін

G: Гліцин

H: Гістидин

I: Ізолейцин

K: Лізин

L: Лейцин

M: Метіонін

N: Аспарагін

P: Пролін

Q: Глутамін

R: Аргінін

S: Серин

T: Треонін

V: Валін

W: Триптофан

Кодований геном білок за функцією належить до цитокінів. 
Задіяний у такому біологічному процесі, як альтернативний сплайсинг. 
Секретований назовні.